# 미노치촌 (나가노현 시모미노치군)
미노치촌(일본어: 水内村)은 일본 나가노현 시모미노치군에 있던 촌이다. 현재의 사카에촌에 해당한다.

## 역사
- 1889년 4월 1일 - 정촌제 시행에 의해 2촌의 구역을 확장해 시모미노치군 미노치촌이 성립하였다.
- 1956년 9월 30일 - 시모미노치군 미노치촌, 시모타카이군 시모타카이촌이 합병해, 시모미노치군 사카에촌이 성립하여, 동일 미노치촌은 폐지되었다.

## 교통

### 철도
- 일본국유철도
  - 이야마선

### 도로
- 국도 제117호선

## 참고문헌
- 角川日本地名大辞典 20 長野県